# Filippa K
Filippa K er et svensk tøjmærke, der blev grundlagt i 1993 af Filippa Knutsson. Virksomheden har hovedsæde i Stockholm og omsætter for ca. 390 mio. SEK årligt.
Filippa K er i dag et af Sveriges ledende tøjmærker. Det markedsføres i omkring 700 butikker 17 lande, primært i Europa. Herhjemme forhandles tøjet bl.a. i Magasin.